# Éliminatoires du Championnat d'Europe de football espoirs 2013 - Groupe 2
Cet article donne les résultats des matchs du groupe 2 des éliminatoires du Championnat d'Europe de football espoirs 2013.

## Classement
| Rang | Équipe   | Pts | J | G | N | P | Bp | Bc | Diff |  | Résultats (▼ dom., ► ext.) |     |     |     |     |     |     |
| ---- | -------- | --- | - | - | - | - | -- | -- | ---- |  | -------------------------- | --- | --- | --- | --- | --- | --- |
| 1    | Suède    | 19  | 8 | 6 | 1 | 1 | 15 | 7  | +8   |  | Suède                      |     | 1-1 | -   | 3-0 | 4-0 | 4-0 |
| 2    | Slovénie | 17  | 8 | 5 | 2 | 1 | 13 | 5  | +8   |  | Slovénie                   | -   |     | 2-0 | 1-1 | 2-0 | 2-1 |
| 3    | Ukraine  | 11  | 7 | 3 | 2 | 2 | 13 | 7  | +6   |  | Ukraine                    | 6-0 | -   |     | 1-1 | 2-0 | -   |
| 4    | Finlande | 9   | 8 | 2 | 3 | 3 | 6  | 9  | -3   |  | Finlande                   | 0-1 | 1-0 | 1-2 |     | -   | 0-0 |
| 5    | Lituanie | 6   | 8 | 2 | 0 | 6 | 4  | 12 | -8   |  | Lituanie                   | 0-1 | 0-1 | 1-0 | -   |     | 1-2 |
| 6    | Malte    | 5   | 9 | 1 | 2 | 6 | 7  | 18 | -11  |  | Malte                      | 0-1 | 1-4 | 2-2 | 1-2 | 0-2 |     |

## Résultats et calendrier
| 3 juin 2011 | Lituanie  | 0-1 | Slovénie        | Šiauliai central stadium (Šiauliai) |                          |
| 18h00       |           |     | 88e Kevin Kampl | Arbitrage : Roman Hrubeš            | Arbitrage : Roman Hrubeš |
| 18h00       | (Rapport) |     |                 | Arbitrage : Roman Hrubeš            | Arbitrage : Roman Hrubeš |

| 3 juin 2011 | Finlande  | 0-0 | Malte | Tehtaan Kenttä (Valkeakoski)  |                               |
| 18h00       |           |     |       | Arbitrage : Sergei Tsinkevich | Arbitrage : Sergei Tsinkevich |
| 18h00       | (Rapport) |     |       | Arbitrage : Sergei Tsinkevich | Arbitrage : Sergei Tsinkevich |

| 7 juin 2011 | Lituanie            | 1-2 | Malte                                       | Šiauliai central stadium (Šiauliai) |                           |
| 17h00       | Marius Miškinis 42e |     | 58e (pen.) Terence Vella · 60e Rowen Muscat | Arbitrage : Petur Reinert           | Arbitrage : Petur Reinert |
| 17h00       | (Rapport)           |     |                                             | Arbitrage : Petur Reinert           | Arbitrage : Petur Reinert |

| 10 août 2011 | Finlande                     | 1-0 | Slovénie | Pori Stadium (Pori)    |                        |
| 18h00        | Lauri Dalla Valle 10e (pen.) |     |          | Arbitrage : Eli Hacmon | Arbitrage : Eli Hacmon |
| 18h00        | (Rapport)                    |     |          | Arbitrage : Eli Hacmon | Arbitrage : Eli Hacmon |

| 1er septembre 2011 | Lituanie  | 0-1 | Suède            | Marijampole stadium (Marijampolė) |                              |
| 18h00              |           |     | 70e Mervan Celik | Arbitrage : Nikolai Yordanov      | Arbitrage : Nikolai Yordanov |
| 18h00              | (Rapport) |     |                  | Arbitrage : Nikolai Yordanov      | Arbitrage : Nikolai Yordanov |

| 1er septembre 2011 | Malte           | 1-4 | Slovénie                                                                    | Hibernians Ground (Paola) |                           |
| 19h00              | Zach Muscat 79e |     | 32e Robert Berić · 45+2e Rajko Rep · 57e Dejan Lazarevič · 86e Enej Jelenič | Arbitrage : Artyom Kuchin | Arbitrage : Artyom Kuchin |
| 19h00              | (Rapport)       |     |                                                                             | Arbitrage : Artyom Kuchin | Arbitrage : Artyom Kuchin |

| 5 septembre 2011 | Suède                                                                     | 4-0 | Lituanie | Guldfågeln Arena (Kalmar) |                         |
| 19h00            | John Guidetti 22e (pen.) · Rasmus Jönsson 57e 86e · Samuel Armenteros 82e |     |          | Arbitrage : Ján Valášek   | Arbitrage : Ján Valášek |
| 19h00            | (Rapport)                                                                 |     |          | Arbitrage : Ján Valášek   | Arbitrage : Ján Valášek |

| 6 septembre 2011 | Malte             | 1-2 | Finlande                                | Hibernians Ground (Paola) |                        |
| 16h00            | Terence Vella 80e |     | 10e Lauri Dalla Valle · 44e Roope Riski | Arbitrage : Neil Doyle    | Arbitrage : Neil Doyle |
| 16h00            | (Rapport)         |     |                                         | Arbitrage : Neil Doyle    | Arbitrage : Neil Doyle |

| 6 septembre 2011 | Slovénie                               | 2-0 | Ukraine | Mestni Stadion Ptuj (Ptuj) |                          |
| 16h30            | Dejan Lazarevič 56e · Enej Jelenič 67e |     |         | Arbitrage : Sandor Szabo   | Arbitrage : Sandor Szabo |
| 16h30            | (Rapport)                              |     |         | Arbitrage : Sandor Szabo   | Arbitrage : Sandor Szabo |

| 6 octobre 2011 | Suède                   | 1-1 | Slovénie         | stadium Vångavallen (Trelleborg) |                            |
| 19h20          | Alexander Milošević 16e |     | 81e Robert Berić | Arbitrage : Harald Lechner       | Arbitrage : Harald Lechner |
| 19h20          | (Rapport)               |     |                  | Arbitrage : Harald Lechner       | Arbitrage : Harald Lechner |

| 7 octobre 2011 | Malte                                  | 2-2 | Ukraine             | Gozo Stadium (Gozo)           |                               |
| 18h00          | Terence Vella 11e · Rowen Muscat 90+4e |     | 10e 13e Roman Bezus | Arbitrage : Stavros Tritsonis | Arbitrage : Stavros Tritsonis |
| 18h00          | (Rapport)                              |     |                     | Arbitrage : Stavros Tritsonis | Arbitrage : Stavros Tritsonis |

| 10 octobre 2011 | Finlande  | 0-1 | Suède            | Tehtaan Kenttä (Valkeakoski) |                           |
| 18h00           |           |     | 37e Jiloan Hamad | Arbitrage : Mihaly Fabian    | Arbitrage : Mihaly Fabian |
| 18h00           | (Rapport) |     |                  | Arbitrage : Mihaly Fabian    | Arbitrage : Mihaly Fabian |

| 11 octobre 2011 | Malte     | 0-2 | Lituanie                                | Gozo Stadium (Gozo)         |                             |
| 15h00           |           |     | 26e Martynas Dapkus · 59e Artūras Žulpa | Arbitrage : Vlado Glodjović | Arbitrage : Vlado Glodjović |
| 15h00           | (Rapport) |     |                                         | Arbitrage : Vlado Glodjović | Arbitrage : Vlado Glodjović |

| 10 novembre 2011 | Slovénie                               | 2 - 0 | Lituanie | Športni park (Nova Gorica) |                            |
| 18h00            | Robert Berić 23e · Dejan Lazarevič 37e |       |          | Arbitrage : Lasha Silagava | Arbitrage : Lasha Silagava |
| 18h00            | (Rapport)                              |       |          | Arbitrage : Lasha Silagava | Arbitrage : Lasha Silagava |

| 11 novembre 2011 | Ukraine              | 1 - 1 | Finlande      | Sport Complex (Sevastopol) |                         |
| 17h00            | Pylyp Budkivskiy 76e |       | 5e Juho Lähde | Arbitrage : Rene Eisner    | Arbitrage : Rene Eisner |
| 17h00            | (Rapport)            |       |               | Arbitrage : Rene Eisner    | Arbitrage : Rene Eisner |

| 15 novembre 2011 | Ukraine                                 | 2 - 0 | Lituanie | Sport Complex (Sevastopol)        |                                   |
| 17h00            | Serhiy Rybalka 45e · Yevhen Shakhov 74e |       |          | Arbitrage : Anatoliy Vishnichenko | Arbitrage : Anatoliy Vishnichenko |
| 17h00            | (Rapport)                               |       |          | Arbitrage : Anatoliy Vishnichenko | Arbitrage : Anatoliy Vishnichenko |

| 15 novembre 2011 | Malte     | 0 - 1 | Suède            | Hibernians Ground (Paola)  |                            |
| 19h00            |           |       | 36e Jiloan Hamad | Arbitrage : Dawid Piasecki | Arbitrage : Dawid Piasecki |
| 19h00            | (Rapport) |       |                  | Arbitrage : Dawid Piasecki | Arbitrage : Dawid Piasecki |

| 31 mai 2012 | Ukraine                                                                                         | 6 - 0 | Suède | Stade Obolon (Kiev)       |                           |
| 19h30       | Pylyp Budkivskiy 17e 32e · Andriy Bogdanov 20e · Yevhen Shakhov 75e 84e · Temur Partsvaniya 89e |       |       | Arbitrage : Kristo Tohver | Arbitrage : Kristo Tohver |
| 19h30       | (Rapport)                                                                                       |       |       | Arbitrage : Kristo Tohver | Arbitrage : Kristo Tohver |

| 1er juin 2012 | Slovénie                                   | 2 - 1 | Malte             | Športni park (Lendava)       |                              |
| 19h00         | Dejan Lazarevič 32e · Matej Podlogar 90+4e |       | 77e Terence Vella | Arbitrage : Nikolai Yordanov | Arbitrage : Nikolai Yordanov |
| 19h00         | (Rapport)                                  |       |                   | Arbitrage : Nikolai Yordanov | Arbitrage : Nikolai Yordanov |

| 4 juin 2012 | Lituanie          | 1 - 0 | Ukraine | S. Dariaus ir S. Girėno stadionas (Kaunas) |                                |
| 19h00       | Tadas Eliošius 3e |       |         | Arbitrage : Thorvaldur Árnason             | Arbitrage : Thorvaldur Árnason |
| 19h00       | (Rapport)         |       |         | Arbitrage : Thorvaldur Árnason             | Arbitrage : Thorvaldur Árnason |

| 5 juin 2012 | Slovénie          | 1 - 1 | Finlande       | Mestni Stadion Ptuj (Ptuj) |                          |
| 17h30       | Matic Maruško 14e |       | 29e Timi Lahti | Arbitrage : Marius Avram   | Arbitrage : Marius Avram |
| 17h30       | (Rapport)         |       |                | Arbitrage : Marius Avram   | Arbitrage : Marius Avram |

| 6 juin 2012 | Suède                                                                  | 4-0 | Malte | Örjans Vall (Halmstad)     |                            |
| 19h15       | Mervan Celik 3e · Mikael Ishak 20e 90+2e · Astrit Ajdarević 48e (pen.) |     |       | Arbitrage : Domagoj Vučkov | Arbitrage : Domagoj Vučkov |
| 19h15       | (Rapport)                                                              |     |       | Arbitrage : Domagoj Vučkov | Arbitrage : Domagoj Vučkov |

| 9 juin 2012 | Finlande            | 1-2 | Ukraine                                | Stade Lahti (Lahti)     |                         |
| 16h00       | Joel Pohjanpalo 87e |     | 39e Roman Bezus · 70e Pylyp Budkivskiy | Arbitrage : Alain Bieri | Arbitrage : Alain Bieri |
| 16h00       | (Rapport)           |     |                                        | Arbitrage : Alain Bieri | Arbitrage : Alain Bieri |

| 13 juin 2012 | Suède                                   | 3-0 | Finlande | Guldfågeln Arena (Kalmar)    |                              |
| 18h00        | Mikael Ishak 21e 74e · Mervan Çelik 25e |     |          | Arbitrage : Miroslav Zelinka | Arbitrage : Miroslav Zelinka |
| 18h00        | (Rapport)                               |     |          | Arbitrage : Miroslav Zelinka | Arbitrage : Miroslav Zelinka |

| 15 août 2012 | Ukraine | - | Slovénie |  |  |
|              |         |   |          |  |  |

| 15 août 2012 | Finlande | - | Lituanie |  |  |
|              |          |   |          |  |  |

| 6 septembre 2012 | Slovénie | - | Suède |  |  |
|                  |          |   |       |  |  |

| 6 septembre 2012 | Ukraine | - | Malte |  |  |
|                  |         |   |       |  |  |

| 10 septembre 2012 | Lituanie | - | Finlande |  |  |
|                   |          |   |          |  |  |

| 10 septembre 2012 | Suède | - | Ukraine |  |  |
|                   |       |   |         |  |  |